# Гранат (минерал)
Грана́ты (от лат. granatus — подобный зёрнам) — группа минералов, представляющих смеси двух изоморфных рядов: R2+3Al2(SiO4)3 и Ca3R3+2(SiO4)3. Общая формула: R2+3 R3+2 [SiO4]3, где R2+ — Mg, Fe, Mn, Ca; R3+ — Al, Fe, Cr. Обычно в узком смысле под гранатами понимают лишь прозрачные красные камни альмандины и пиропы (см. ниже). Их тёмно-красные кристаллы напоминают зёрна плода «финикийского яблока» — граната. Отсюда, вероятно, и пошло название камня. В ранние времена гранаты часто назывались «ла́лами» — именем, объединяющим несколько драгоценных камней кроваво-красного цвета: рубин, шпинель и гранат.:316

## Основные представители (минералы) — серии гранатов
- Пиральспиты
  - Пироп Mg3Al2[SiO4]3 — от греч. «пиропос» — подобный огню (из-за красного цвета). Цвет тёмно-красный. Находится в ультраосновных породах, богатых магнием, и продуктах их разрушения. Характерен для алмазоносных пород ЮАР и Якутии.
  - Альмандин Fe2+3Al2[SiO4]3 — по названию местности — Аламанда (Малая Азия). Цвет красный, коричневый, фиолетовый. Самый распространённый из гранатов. Обычен в кристаллических сланцах и гнейсах.
  - Спессартин Mn3Al2[SiO4]3 — по названию Шпессарт (Бавария, Германия). Цвет розовый, красный, желтовато-бурый. Встречается в пегматитах и кристаллических сланцах (Восточная Сибирь, Карелия).
- Уграндиты
  - Гроссуляр Ca3Al2[SiO4]3 — от лат. grossularia — крыжовник (из-за сходства с плодами крыжовника). Цвет светло-зелёный (цаворит) или зеленовато-бурый. Характерен для скарнов.
  - Андрадит Са3Fe3+2[SiO4]3 — в честь бразильского минералога д’Андрада Э. Сильва (1763—1838). Цвет жёлтый (топазолит), бурый, красный, зеленовато-бурый. Встречается также в скарнах, реже в сланцах и других горных породах.
    - Демантоид — прозрачная разновидность андрадита зелёного цвета (1,5 % Cr2О3), является драгоценным камнем (россыпи Нижне-Тагильского района, Урал)[3].
    - Меланит — чёрного цвета, содержит TiO2.

  - Уваровит Ca3Cr2[SiO4]3 — по фамилии президента Российской академии наук Уварова (1786—1855). Цвет изумрудно-зелёный. Образует мелкокристаллические корочки в хромите. Редкий. Хорошие образцы известны из Сарановского месторождения хромита на северном Урале.
- «Гипотетические» гранаты. Гипотетические члены ряда гранатов не встречаются в чистом виде, но могут слагать значительную часть в природных минералах.
  - Кноррингит Mg3Cr2[SiO4]3.
  - Кальдерит Mn3Fe2[SiO4]3 .
  - Скиагит Fе3Fe2[SiO4]3.
  - Голдманит Са3V2[SiO4]3.

По характеру изоморфных замещений выделены две серии, которые подразделяются на ряды:
1. Серия пиральспитов (магниево-железо-марганцевые гранаты): пироп, альмандин, спессартин.
2. Серия уграндитов (кальциевые гранаты), включающая три ряда: ряд гроссуляр—андрадита (наиболее распространённый), ряд андрадит—уваровита и ряд андрадит-шорломита.

Ко второй серии относятся гранаты, в которых часть [SiO4] замещена на [OH]4, — так называемые гидрогранаты. Отдельные названия присвоены гранатам с 75 мол.% соответствующего компонента. Существуют ограниченные изоморфные замещения и между гранатами двух серий.

Кристаллы граната: а — ромбододекаэдр (110), б — тетрагонтриоктаэдр (211), в — комбинация а и б

## Исторический обзор
Уже к началу XVI века в России различали несколько разновидностей гранатов, и до XIX века за ними закрепились два основных названия: «бече́т» и «вени́са», — которые старались верно определять и отделять от других, более дорогих разновидностей красных прозрачных самоцветов. «Торговая книга» прямо предостерегала купцов: «Бечеты за лал не купи́те. Бечет знати к цвету: в нём как пузырьки». Или вот ещё одна рекомендация из той же «Торговой книги»: «А берегите того, чтобы вам винисы за лал не продали; а виниса камень красен, а цвет жи́док у него». Здесь обе разновидности граната упоминаются в противовес лалу, в те времена таким именем называли красную благородную шпинель, камень более редкий и дорогой, чем пиропы или альмандины.:10

Несколько раз упомянутое выше слово «вениса» (или виниса) происходит от искажённого (русифицированного) персидского «бенефсе», что означает — фиолетовый. Ещё Аль-Бируни в своей «Минералогии» не раз замечал, что красный цвет гранатов не лишён фиалкового (сиреневого) оттенка. И в самом деле, при разном освещении цвет может изменяться от огненно-красного до почти фиолетового.

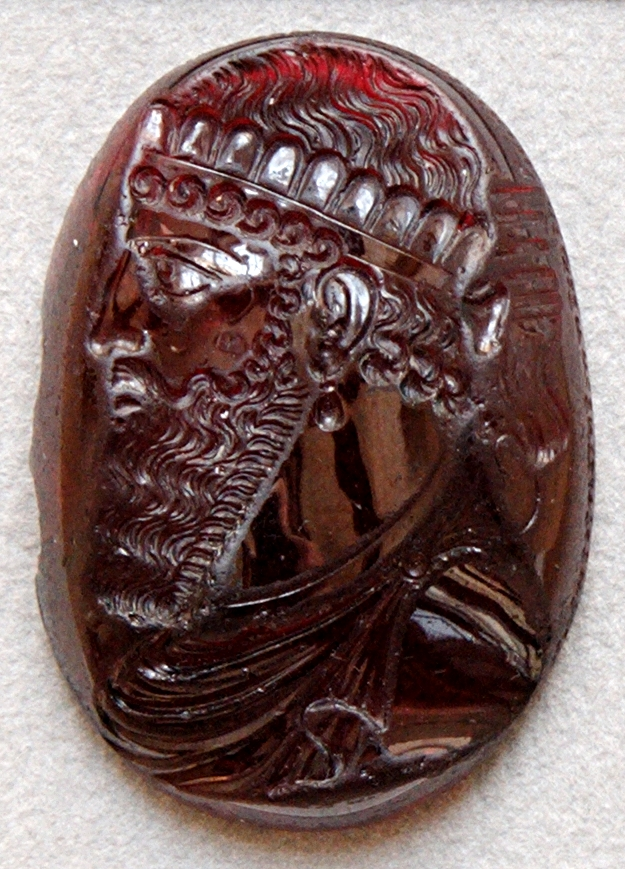
Сасанидская инталия из граната — с портретом шаха и пехлевийской надписью: «Маздейский господин Шапур, шахиншах Эрана»

Что же касается «бечета» (или бечеты), то его имя восходит к арабскому названию гранатов-альмандинов — «биджази». В своё время средневековый учёный-схоласт Альберт Великий по своему усмотрению перевёл арабское слово «биджази» на учёную латынь как «granatus», иными словами — зернистый. Тем самым он подчеркнул характерную особенность природных гранатитов. Их красные (или не красные) сросшиеся кристаллы очень часто напоминают сочные плоды гранатового дерева.:11-12 Та же «торговая книга» рассказывала: «...бечета камень, сердце обвеселит и кручину и неподобные мысли отгоняет, разум и честь умножает...»
Под объединяющим именем «червчатого яхонта» на Руси были известны самые разные (прозрачные) камни красного цвета: среди них был и настоящий восточный рубин, и гранаты всех мастей, попадался и цейлонский гиацинт (бурая разновидность циркона, которую называли иокинфом). Начиная с XVI века на Русь приходил и кровавый богемский гранат, который, по словам Боэция де Боота, автора известного сочинения о камнях (1609 год), образовался из застывших водяных капель, окрашенных кровавыми пара́ми.:63-64 Красная благородная шпинель под именем лала также была в большом употреблении у наших предков, которые этот камень не смешивали с яхонтом.
Ещё Ломоносов предупреждал, что красные самоцветы могут рождаться в недрах не только на жарком юге или берегах Индийского океана, но и на холодном севере России, в частности на родине самого́ Ломоносова. Не прошло и ста лет, как его предсказания блестящим образом сбылись. Уже в 1805 году известный русский минералог Василий Михайлович Севергин, описывая в своих трудах вишнёвые «кидельские венисы» (гранаты-альмандины), отмечал, что их (вынесенных волной) очень часто собирают местные дети по берегам Ладожского озера. Очень богат альмандинами и Кольский полуостров. В частности, академик Ферсман пишет, что в 1920 году в каменоломнях неподалёку от Мурманска ему самому довелось обнаружить достаточно чистые, хотя и светловатые образцы альмандинов.:70

## Свойства

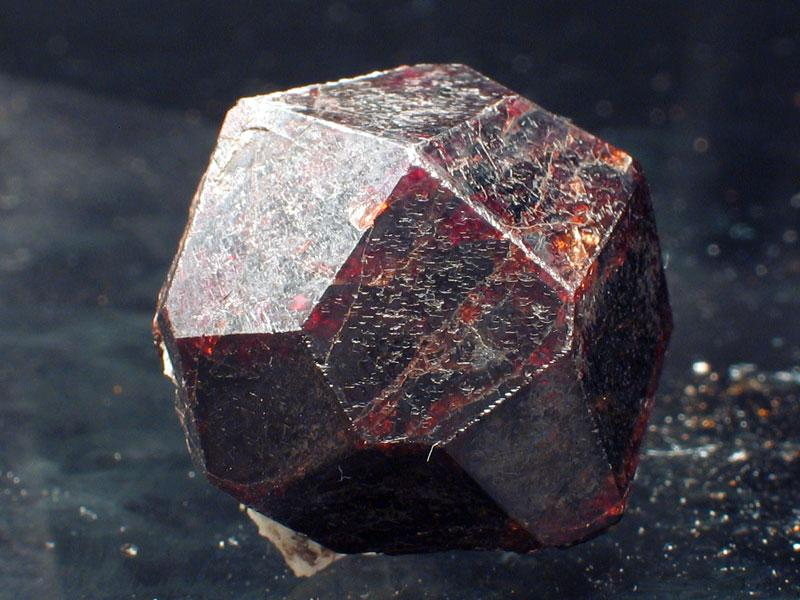
Кристалл граната

Кристаллы ромбододекаэдрические, тетрагонтриоктаэдрические и комбинированные из первых двух. У двупреломляющих гранатов наблюдается сложное и секториальное двойникование с общей вершиной в центре кристалла — возможно от внутренних натяжений.

Черта — белая.

Блеск — стеклянный, жирный, иногда алмазный.

Прозрачность — непрозрачные до просвечивающих и прозрачных.

Твёрдость — 6,5—7,5.

Плотность (в г/см3): пироп — 3,57; альмандин — 4,30; спессартин — 4,19; гроссуляр — 3,60; андрадит — 3,87; уваровит — 3,83.

Излом — неровный до раковистого.

Сингония — кубическая, гексаоктаэдрический вид симметрии.

Спайность — несовершенная.
Между составом гранатов и его свойствами имеется зависимость: по удельному весу, показателю преломления и длине ребра электронной ячейки можно по диаграммам определить состав граната.
Ряд прозрачных гранатов относится к полудрагоценным камням (красные пиропы, жёлтые гессониты, зелёные уваровиты, малиновые альмандины и др.). Редкие гранаты — кимцеит и голдмандит.

Реальные гранаты представляют собой твёрдые растворы в основном каких-либо двух минералов. Они именуются, как правило, по преобладающему минералу, но иногда имеют собственные названия, например, родолит — смесь пиропа с альмандином или железистый пироп, ферроспессартин — смесь спессартина с альмандином, гессонит — смесь гроссуляра с андрадитом; демантоид — андрадита с уваровитом или хромсодержащий андрадит. В связи с одинаковой кристаллической структурой и сходством многих свойств, все минералы группы граната характеризуются совместно.
Ещё в древности были отмечены также пироэлектрические свойства различных разновидностей гранатов, их способность после разогревания трением (натиранием) притягивать к себе птичий пух, соломинки или вообще любой мусор, находящийся поблизости.:194-195 Аль-Бируни в своём фундаментальном труде «Минералогия» даже цитирует любовное стихотворение, посвящённое этому предмету:
Глаза мерцают, словно влажный виноград.

Молю: взгляни! Других не надобно наград.

Ресницы так притягивают сердце,

Как не влечёт к себе соломинку гранат.
Некоторые физические свойства гранатов:
| Название     | Химическая формула      | Показатель преломления света | Дисперсия | Твёрдость по шкале Мооса | Плотность, кг/м3 | Размер элементарной ячейки, пм | Цвет                                   |
| ------------ | ----------------------- | ---------------------------- | --------- | ------------------------ | ---------------- | ------------------------------ | -------------------------------------- |
| Пироп        | Mg3Al2(SiO4)3           | 1,705-1.785                  | 0,027     | 7-7,5                    | 3600-3860        | 1114                           | Красный, лиловый, оранжевый            |
| Родолит      | Mg2FeAl2(SiO4)3         | 1,760                        | 0,023     | 7                        | 3830-3930        | 1126                           | Розовато-красный                       |
| Альмандин    | Fe3Al2(SiO4)3           | 1,770-1,830                  | 0,024     | 7-7,5                    | 3800-4300        | 1153                           | Фиолетово-красный, чёрный              |
| Спессартин   | Mn3Al2(SiO4)3           | 1,795-1,815                  | 0,027     | 7-7,5                    | 4100-4200        | 1159                           | Оранжевый, с красновато-бурым оттенком |
| Эсспессандит | Mn2FeAl2(SiO4)3         | 1,810                        | 0,026     | 7-7,5                    | 4200             | 1157                           | Сочный оранжевый                       |
| Уваровит     | Са3Cr2(SiO4)3           | 1,850-1,870                  | -         | 7,5                      | 3520-3780        | 1205                           | Изумрудно-зелёный                      |
| Гроссуляр    | Са3Al2(SiO4)3           | 1,738-1,745                  | 0,028     | 7-7,5                    | 3600-3680        | 1184                           | Зелёный, желтоватый                    |
| Гессонит     | Ca2AlFe(SiO4)3          | 1,742-1,748                  | 0,027     | 7                        | 3500-3750        | 1194                           | Медово-оранжевый                       |
| Плазолит     | Са3Al2(SiO4)2(ОН)4      | 1,675                        | -         | 7                        | 3120             | 1210                           | Зелёный, серый                         |
| Гибшит       | Са3(Al,Fe)2(SiO4)2(ОН)4 | 1,681                        | -         | 7,5                      | 3600             | -                              | Зелёный, серый                         |
| Лейкогранат  | Ca3Al2(SiO4)3           | 1,735                        | 0,027     | 7.5                      | 3530             | 1184                           | Бесцветный                             |
| Андрадит     | Ca3Fe2(SiO4)3           | 1,760                        | 0,027     | 6,5-7                    | 3700-4100        | 1204                           | Красный, бурый, жёлтый                 |
| Демантоид    | Ca3(Fe,Cr)2(SiO4)3      | 1,880-1,890                  | 0,057     | 6,5                      | 3800-3900        | -                              | Травяно-зелёный                        |
| Топазолит    | Ca3(Fe,Al)2(SiO4)3      | 1,840-1,890                  | 0,057     | 6,5-7                    | 3750-3850        | -                              | Медово-жёлтый                          |
| Меланит      | (Ca,Na)3(Fe,Ti)2(SiO4)3 | 1,860-2,010                  | -         | 6,5-7                    | -                | -                              | Чёрный                                 |

## Происхождение

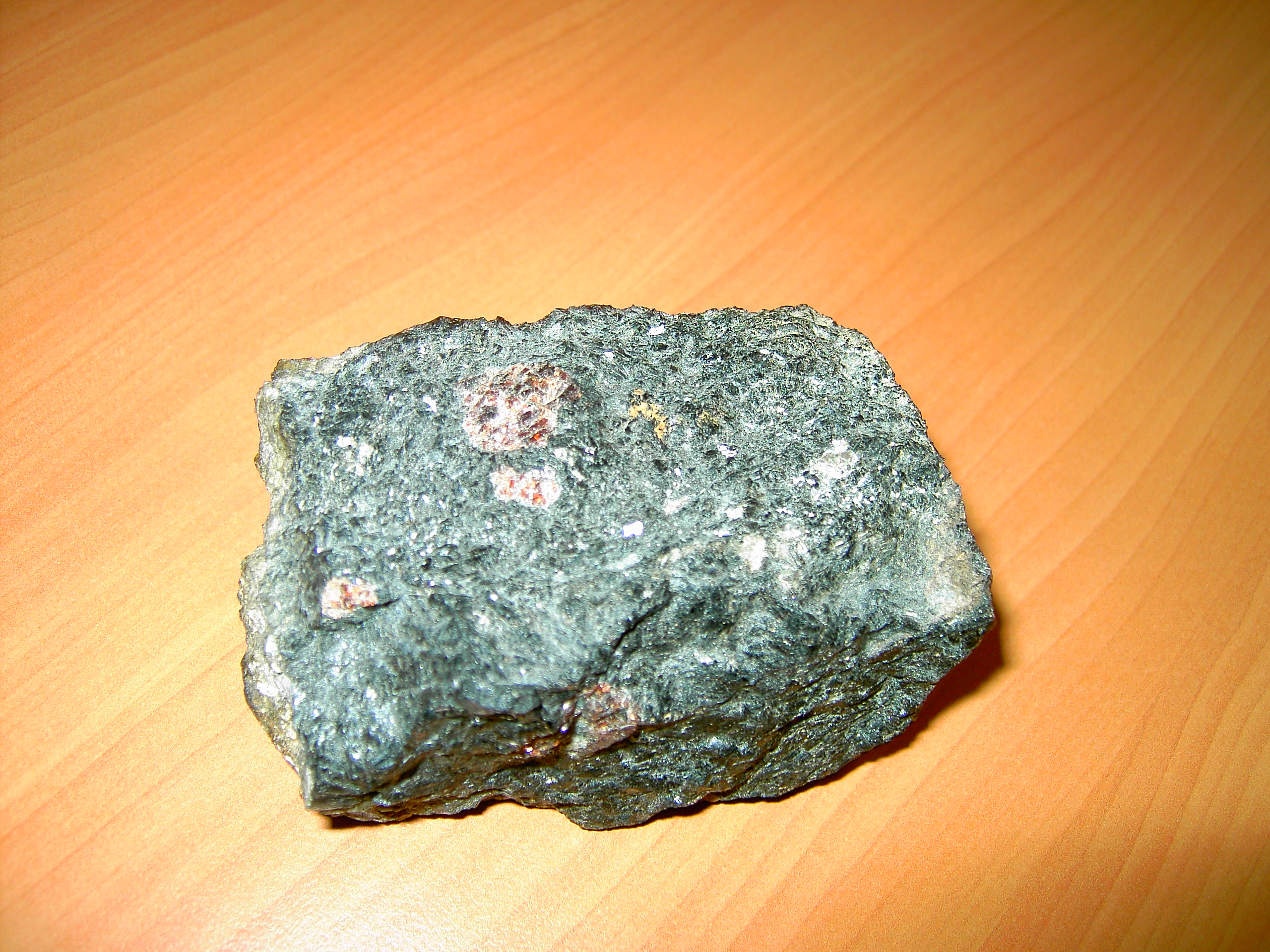
Выделения граната в ультраосновной породе (Восточный Саян, р. Мандрык)

Гранаты широко распространены и особенно характерны для метаморфических пород — кристаллических сланцев и гнейсов. В кристаллических сланцах гранаты (главным образом альмандин) являются породообразующими минералами (слюдяно-гранатовые и другие сланцы). Спутниками альмандина являются слюды (биотит, флогопит), дистен, хлорит. Происхождение граната в данном случае метаморфическое.
Вторым важным типом генезиса является контактовый (скарновый) процесс. Для контактов с известняками характерны гроссуляр и андрадит. В скарнах гранат встречается совместно с салитом, геденбергитом, везувианом, эпидотом, шеелитом, магнетитом, сульфидами железа, меди, свинца и цинка. Гранатовые скарны с шеелитом являются важной рудой на вольфрам.
Гранаты входят в состав некоторых магматических пород (пироп в перидотитах и кимберлитах), гранитных пегматитов (альмандин и спессартин), многих метаморфических пород (гроссуляр в эклогитах и гроспидитах, альмандин и родолит в гнейсах и кристаллических сланцах), известковых и магнезиальных скарнов (гроссуляр, андрадит), а также апоультрамафитовых гидротермальных образований (уваровит и демантоид).
При выветривании гранаты, как химически стойкие минералы, долго не разрушаются и переходят в россыпи.

## Применение и месторождения
Гранаты применяются в абразивной (гранатовые шкурки, порошки и точильные круги) и строительной промышленности (добавки в цемент и керамические массы), иногда как заменитель сапфира и рубина в приборостроении, в электронике (как ферромагнетик). Для нужд промышленности разрабатываются методы синтеза искусственных аналогов некоторых гранатов с заданными свойствами: кристаллы для лазеров (Nd:YAG-лазер). Для абразивной промышленности пригодны преимущественно железистые гранаты (главным образом альмандин), реже спессартин и андрадит. Большое значение для выяснения пригодности гранатов в промышленности имеют высокая твёрдость, способность при измельчении раскалываться на частицы с остроугольными режущими краями, приклеиваемость к бумажной и полотняной основам.

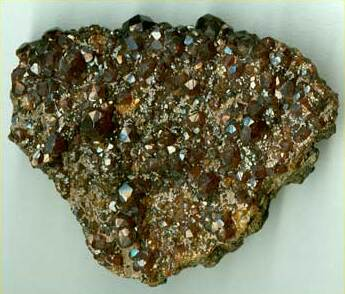
Друза андрадита, 7 см, Приморье

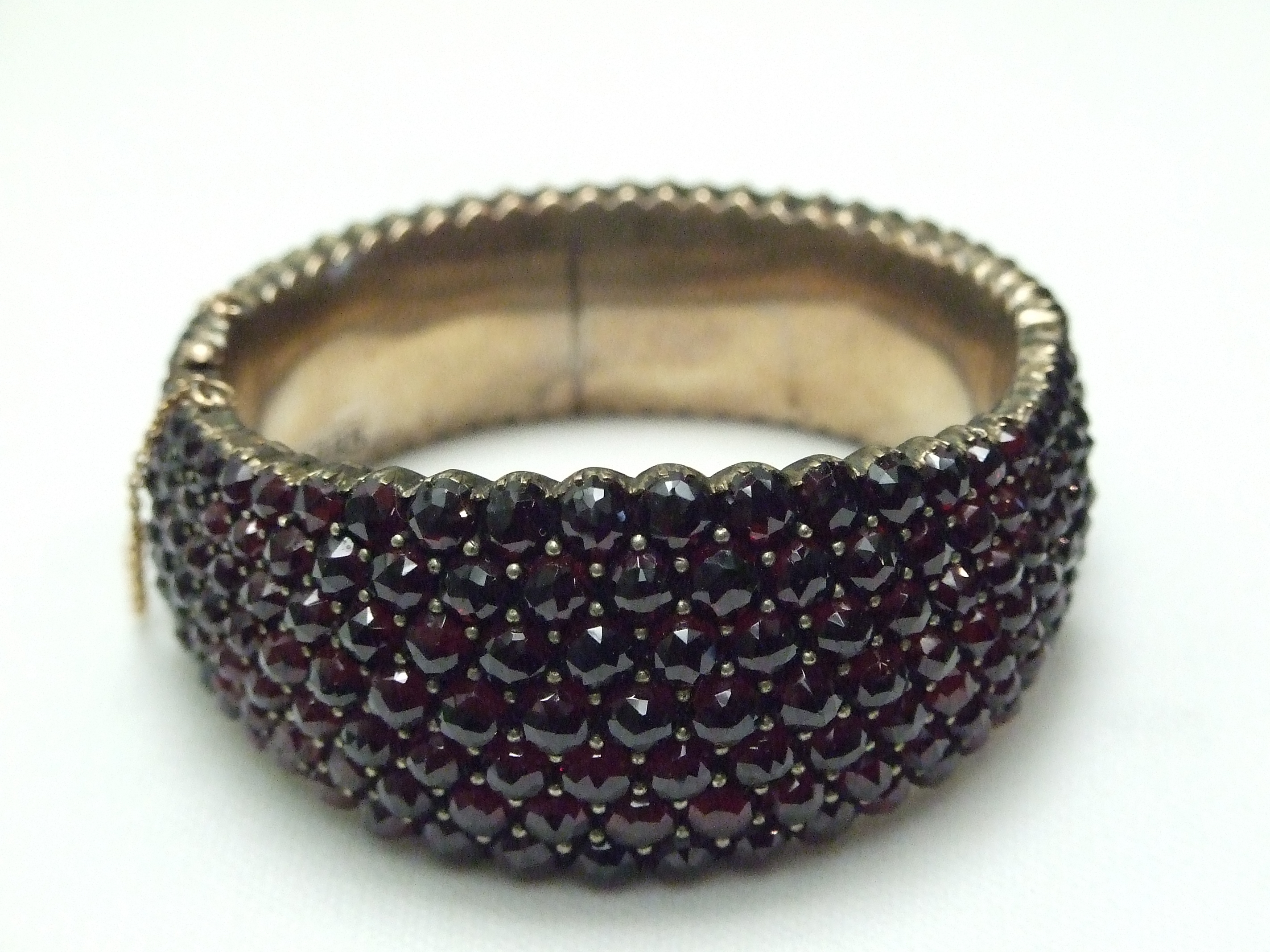
Браслет, инкрустированный огранёнными гранатами (пиропы, Чехия)

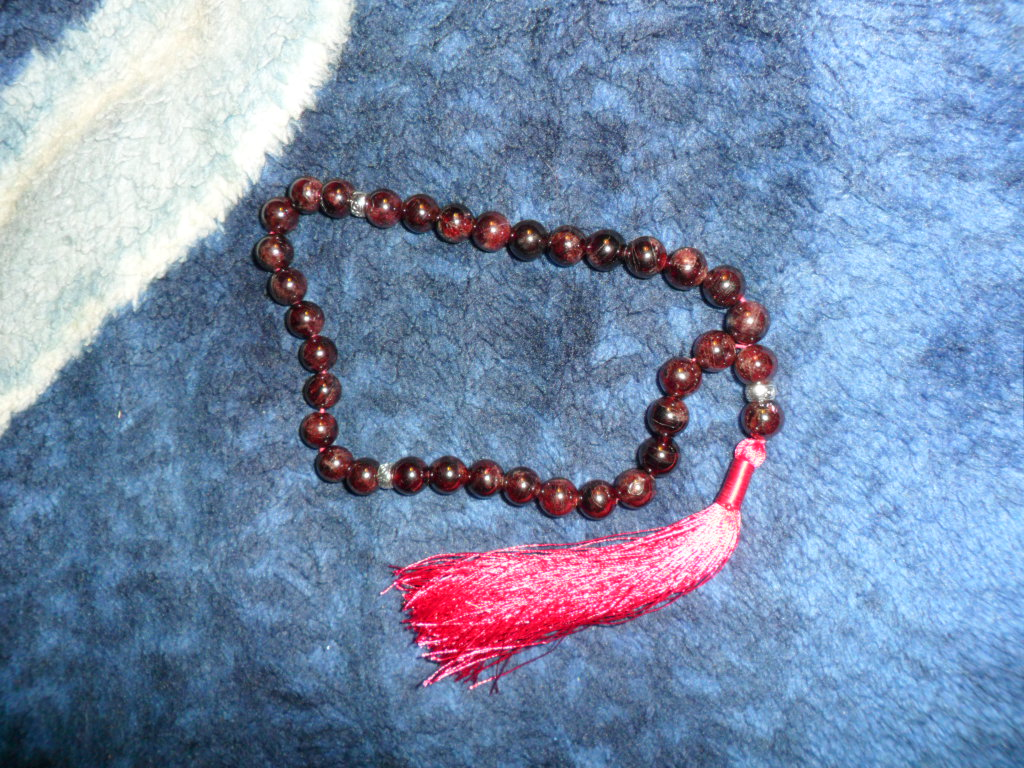
Чётки из граната

Прозрачные и полупрозрачные, красиво окрашенные гранаты используются в ювелирном деле. К драгоценным камням обычно относятся следующие (в порядке возрастания их ценности: альмандин, пироп, родолит, гессонит, гроссуляр, топазолит, демантоид. Хорошо оформленные кристаллы, щётки и друзы представляют собой прекрасный коллекционный материал. Наиболее популярны кристаллы непрозрачного и полупрозрачного альмандина однородного или зонального строения, окрашенные в тёмно-вишневые, буровато-коричневые и буровато-красные цвета. Источником таких кристаллов и штуфов чаще всего являются силлиманитсодержащие кварц-биотитовые сланцы (месторождения Кителя в Карелии, Макзабак на Кольском полуострове, Россия; Форт Врангель в США и др.). И в меньшей степени мусковит-берилловые гранитные пегматитты (Украина, Россия; Мадагаскар; Бразилия).
Высокой декоративностью характеризуются сростки кристаллов и друзы андрадита и гессонита из месторождений в известковых скарнах (Дашкесан в Азербайджане и Синереченское месторождение коллекционного андрадита в Приморье). Красивые сростки альмандина встречаются в кристаллических сланцах на Щуерецком месторождении в Карелии.
Очень эффектно выглядят щётки мелких (1—5 мм) блестящих кристаллов граната, преимущественно андрадита. Повышенную ценность имеют щётки редких и красиво окрашенных разновидностей андрадита — зелёного демантоида и медово-жёлтого топазолита, покрывающие стенки минерализованных трещин в ультрамафитовых породах (Тамватнейское месторождение на Чукотке и др.). Сравнительно редким и высоко ценимым декоративным коллекционным материалом являются щётки изумрудно-зеленого уваровита, развивающиеся в трещинах хромитовых руд. Размеры кристаллов уваровита в поперечнике обычно не превышают 1,0 мм, и щётки, содержащие индивиды размером 3 мм и более, относятся к уникальным. Основная масса коллекционных щеток уваровита добывается на Сарановском хромитовом месторождении на Урале. За рубежом проявления уваровита известны в Финляндии и Канаде.
Определённое коллекционное значение могут иметь гранаты кимберлитов, включённые в породу. Это главным образом пурпурно-красные, красные и оранжево-красные хромсодержащие пиропы перидотитового парагенезиса (с кноррингитовым или уваровитовым компонентом) и оранжевые кальцийсодержащие пироп-альмандины эклогитового парагенезиса.
Наиболее важными являются месторождения, связанные с метаморфическими кристаллическими сланцами, гнейсами и амфиболитами (месторождения Карелии и др.). Крупнейшие мировые запасы гранатового сырья приурочены к кристаллическим метаморфическим породам, слагающим Кейвскую гряду на Кольском полуострове. Россыпные месторождения гранатов обычно невелики по размерам и запасам. Контактово-метасоматические и магматические месторождения, за редким исключением, не имеют практического значения.

## Синтетические гранаты
С конца 1930-х годов американская компания «Белл телефон» выделила в отдельное направление своей деятельности — департамент по исследованию и выращиванию гранатов. В 1950 году Х.-С. Йодер повторно синтезировал гроссуляр. Кристоф Мишель-Леви вырастила спессартин и гроссуляр. В 1955 году, после многолетней кропотливой работы минералоги Л.Кос и Х.-С. Йодер, наконец, успешно синтезировали пироп (известный спутник алмаза) и альмандин. Однако успех этот был, отчасти, анекдотичным. Для синтеза искусственных гранатов понадобилось сложнейшее технологическое оборудование, способное создать давление до 3 гигапаскалей при температуре до 1300 кельвинов. Размеры полученных гранатов были вполне приличными, из них можно было огранить ювелирную вставку для перстня. Но по себестоимости они были даже не золотыми, а скорее — платиновыми. Пожалуй, стоимость поездки в Индию и обратно (чтобы купить там на местном базаре крупный природный камень) была бы ниже, чем один синтетический гранат, полученный фирмой «Белл». Однако усилия учёных не пропали даром. Главное: был заложен мощный фундамент под будущие эксперименты и исследования в этой области. Работы по выращиванию искусственных кристаллов продолжались.
Ещё в конце 1940-х годов тот же Йодер в соавторстве с М. Л. Кейтом совершил открытие, нить от которого повела в другую сторону. С помощью химического анализа в спессартинах из некоторых месторождений был обнаружен иттрий (редкоземельный металл, 39-й номер в таблице Менделеева). В кристаллической решётке он замещал часть марганца, при этом часть кремния одновременно замещалась атомами алюминия. Не ограничившись простой констатацией факта, Кейт и Йодер поставили задачу: синтезировать чисто иттриевый гранат, удалив из кристалла марганец и кремний. Не позволит ли это создать новый минерал, состоящий из алюминия и иттрия?:168 В 1951 году в журнале Американского минералогического общества появилась статья с описанием свойств нового кристалла. Его твёрдость оказалась выше, чем у природных гранатов: 8,5 по шкале Мооса (примерно между топазом и рубином), показатели преломления 1,835, а дисперсия — близка к алмазной (0,032). Новый синтетический кристалл получил от своих авторов название иттрограната, хотя имя не прижилось. До сих пор его продолжают называть иттриево-алюминиевым гранатом (ИАГ). Но его свойства вызвали у минералогов значительно больший энтузиазм. Начались опыты по искусственному выращиванию кристаллов ИАГ. При гидротермальном способе рост гранатов оказался крайне медленным, 0,05 миллиметра в сутки. Затем опробовали пегматитовый процесс. При нём удавалось быстро получать достаточно крупные и чистые кристаллы (до 5 сантиметров), однако некоторые изъяны метода не позволяли внедрить его в массовое производство. Оставался только последний, магматический способ. В конце концов, методом ошибок и проб удалось в промышленных масштабах получить чистые иттрогранаты по усовершенствованному способу Лихтмана—Масленникова. После того как в 1952 году американец Дж. Пфанн более глубоко (в практическом ключе) разработал теорию процесса зональной очистки кристаллов, новый метод нашёл самое широкое применение при промышленном выращивании синтетических камней (далеко не только гранатов).:169-171

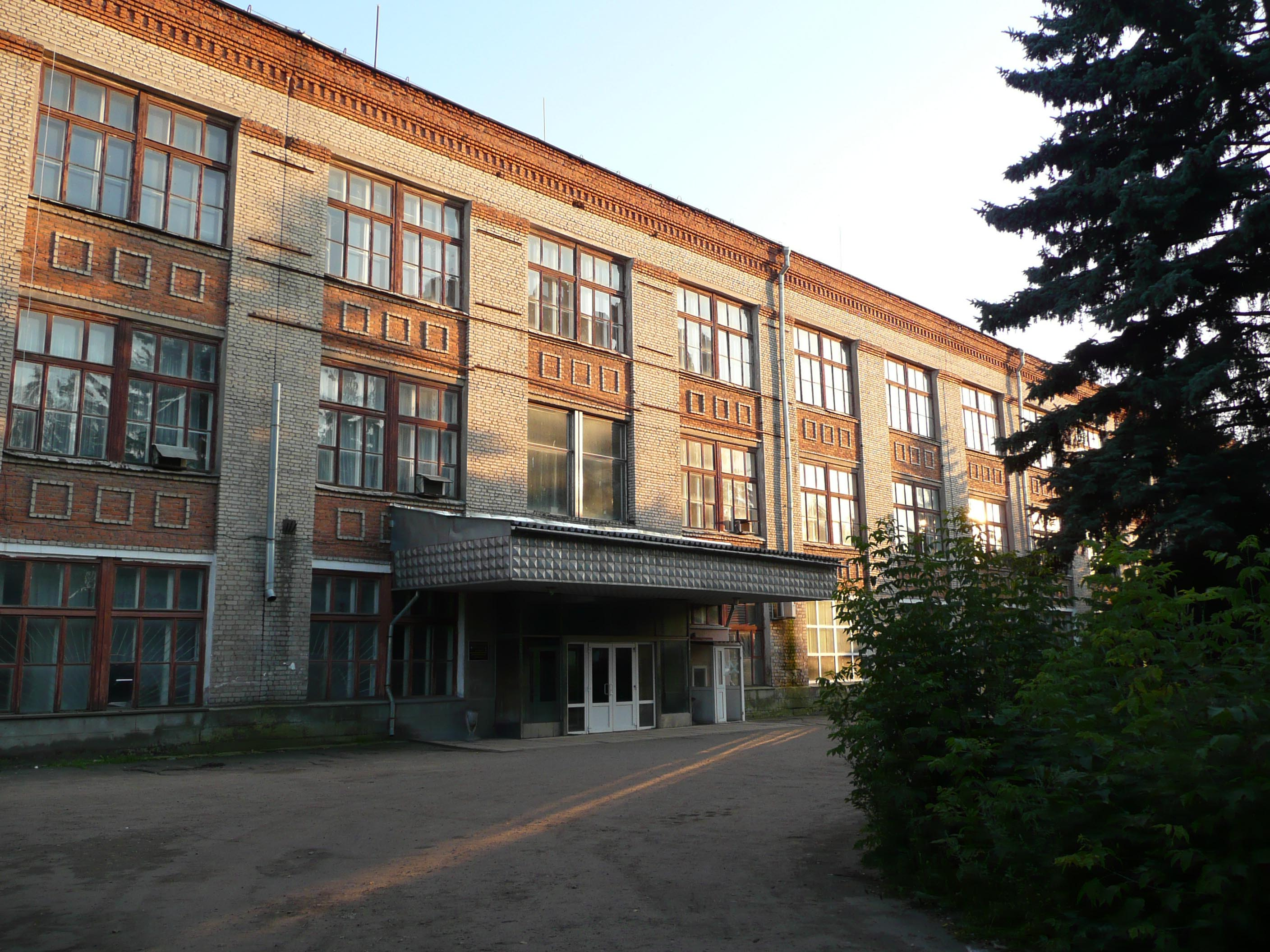
Город Александров. Здание ВНИИСИМСа

В советском Союзе лидером по разработке и производству искусственных самоцветов был знаменитый Всероссийский научно-исследовательский институт синтеза минерального сырья (ВНИИСИМС), расположенный в городе Александрове. Естественным образом, он являлся лидером и в производстве синтетических гранатов всех цветов: от традиционных насыщенно-красных и розовых до золотисто-жёлтых, оранжевых и даже зелёных, больше похожих по цвету на изумруды. Именно там, во ВНИИСИМСе была разработана и уникальная технология производства тёмно-синего граната, защищённая несколькими авторскими свидетельствами СССР.:182 В отличие от других синтетических камней, высококачественные искусственные гранаты представляют собой редкость, в этом своём качестве они вполне сравнимы с природными драгоценными камнями: алмазом, александритом или демантоидом. Отчасти, это объясняется дороговизной высокой технологии их производства, а также стоимостью сырья для производства. Например, в состав оранжево-красного граната входят соли циркония, а тёмно-синий гранат окрашен при помощи солей двухвалентного европия.:183 — Так, почти в прямом виде был получен ответ на знаменитый вопрос, поставленный Томасом Мором почти полтысячи лет назад:

«...но почему же взгляду твоему искусственный камень доставляет меньше наслаждения, если глаз твой не отличает его от настоящего? Честное слово, они оба должны представлять для тебя одинаковую ценность».— Томас Мор, «Утопия»

## Мифология и верования
В древних культурах, с присущими им традициями мифологического мышления, бытовали представления людей о том, что все камни из семейства гранатов являются носителями чудесных магических и целебных сил.

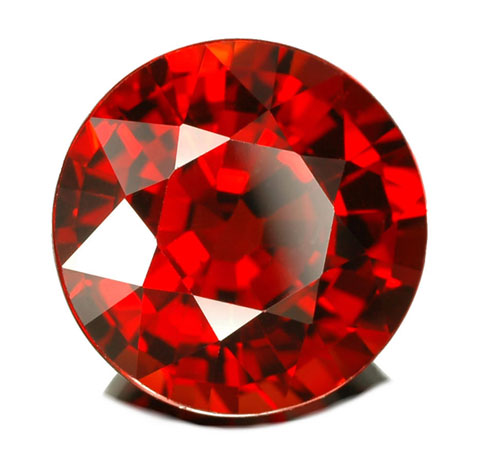
Огранённый гранат

Согласно средневековым верованиям, растёртый в порошок гранат, если его пить с водой, успокаивал желудочные боли и увеличивал телесную бодрость. Крестоносцы, когда в очередной раз шли освобождать «гроб господень», надевали перстень с гранатом, считая, что он охраняет от опасных ранений и коварного отравления ядами.:114
В «Прохладном Вертограде», этом переводном рукописном памятнике XVII века, о гранате сказано: «Кто его при себе носит во рту, и у того человека речь и смысл к судебным делам направляет». Похожее замечание есть и в грузинском варианте трактата епископа Епифания: «Если кто станет точить <его в воде> на точиле и затем выпьет эту воду, то душа его, воспрянувши, получит стремление к правде, а если кто положит в рот, то он станет творить нелицеприятный и правый суд».
В наши дни заявления о лечебных свойствах гранатов стали предметом многочисленных бытовых суеверий и коммерческих уловок. Знакомясь с рассуждениями о магических и целебных свойствах гранатов, нельзя забывать о том, что они носят шарлатанский характер и не имеют никакого отношения ни к минералогии, ни к медицине.
Анфракс (др.-греч. ανθραξ), иначе карбункул — драгоценный камень, который упоминается в Библии. Собирательное название, использовавшееся в древности для обозначения всех тёмно-красных гранатов, преимущественно альмандина и реже пиропа. На данный момент слово мало используется в русском языке, является устаревшим термином и относится к разряду архаизмов.
Одна из средневековых легенд драгоценного граната была изложена в фантастическом романе Оскара Уайльда «Портрет Дориана Грея». Много лет Грей собирает громадную коллекцию самоцветов, одновременно пытаясь выведать и записать всё, что о них известно. Среди прочего, ему удаётся узнать, что гранат, по мнению великого алхимика Пьера де Бонифаса, обладает силой изгонять из человека бесов, а от аквамарина бледнеет луна.